# 14693 Selwyn
14693 Selwyn è un asteroide della fascia principale. Scoperto nel 2000, presenta un'orbita caratterizzata da un semiasse maggiore pari a 2,3501844 UA e da un'eccentricità di 0,1964914, inclinata di 1,81870° rispetto all'eclittica.